# 2 Hearts
"2 Hearts" é uma canção gravada pela cantora Kylie Minogue para seu décimo álbum de estúdio, X (2007). A faixa foi escrita e produzida pelo duo britânico Kish Mauve, que também haviam gravado-a anteriormente em seu extended play (EP) autointitulado (2005) como "Two Hearts". Inicialmente, a canção foi lançada digitalmente em 5 de novembro de 2007 como primeiro single do álbum através da gravadora Parlophone. "2 Hearts" também foi o primeiro single comercial de Minogue desde que ela foi diagnosticada com câncer de mama, em maio de 2005. A música também foi incluída nos álbuns de grandes êxitos de Minogue, Hits (2011) e Step Back in Time: The Definitive Collection (2019). 
Musicalmente, a música incorpora o estilo glam rock, enquanto liricamente, a faixa tem a protagonista confessando estar apaixonada. Após seu lançamento, "2 Hearts" recebeu avaliações mistas dos críticos musicais, que aprovaram a mudança musical da artista, e que era um de seus melhores singles em anos, enquanto outros disseram que a obra era uma "decepção" e que a voz de Minogue não funcionava na canção. Comercialmente, "2 Hearts" foi um sucesso em todo o mundo, alcançando o primeiro lugar no país natal da cantora, a Austrália, bem como na Espanha, além de ficar entre as dez bem mais posicionadas em países como Itália, Noruega e Reino Unido.
O videoclipe correspondente para "2 Hearts" foi dirigido por Dawn Shadforth e gravado no Shepperton Studios, em Londres, Reino Unido. Minogue se inspirou na boate BoomBox, um clube de moda no leste de Londres, e apresenta a cantora cantando a música em um palco juntamente com uma banda, com um visual semelhante ao da atriz Marilyn Monroe. Para promover o single e o álbum X, Minogue fez várias aparições em programas de televisões e outras ocasiões, como os programas britânicos Children in Need e Strictly Come Dancing, e apresentou-se no prêmio Nobel da Paz. A faixa também foi incluída no repertório de duas de suas turnês, nomeadamente KylieX2008 e For You, for Me.

## Antecedentes e composição
"Two Hearts" foi originalmente gravada pelo duo britânico Kish Mauve, e incluída em seu extended play (EP) autointitulado em 2005. Em 2007, a cantora Kylie Minogue regravou a canção, reintitulada como "2 Hearts" em seu décimo álbum de estúdio X. Em 12 de setembro de 2007, foi anunciado através do website de Minogue que a faixa seria lançada como primeiro single do álbum, e que seria lançado digitalmente em 5 de novembro, enquanto o lançamento físico seria uma semana depois. No entanto, a canção e seus remixes vazaram para sites de compartilhamento de arquivo em 9 de outubro de 2007. Minogue teria ficado tão assustada com o vazamentos na Internet que se recusou a dar uma cópia do álbum X à irmã, Dannii Minogue. "Pedi uma cópia do álbum para Kylie. Eu implorei a ela dizendo que ela podia confiar em mim que eu não daria a ninguém. Mas ela recusou. Eu sei que algumas músicas chegaram à Internet e agora ela está desconfiada". Enquanto a maioria dos territórios recebeu o single em download digital e CD single, a música também foi lançada como um single de edição limitada, em vinil, no Reino Unido. A canção foi lançada promocionalmente na Nova Zelândia como um CD single, onde os fãs obtiveram cópias gratuitas, devido à promoção do filme de Minogue, White Diamond: A Personal Portrait of Kylie Minogue. No Reino Unido, "2 Hearts" estreou oficialmente nas rádios em 10 de outubro de 2007 pela BBC Radio 1.
"2 Hearts" foi escrita e gravada originalmente pelo grupo Kish Mauve, que cedeu a música para Minogue. Comentando sobre a canção, a cantora disse que ela "amou no momento em que a ouviu", também dizendo que foi "uma alegria de ser gravada". De acordo com a partitura publicada no website Musicnotes.com pela Sony/ATV Music Publishing, "2 Hearts" é definida em tempo comum e está escrita na chave de lá menor. Os vocais de Minogue variam desde a nota sol até a nota lá. A música tem um andamento acelerado de 110 batidas por minuto. Musicalmente, a faixa é uma canção que deriva de elementos do glam rock, tendo sido comparada com os trabalhos da banda de música eletrônica Goldfrapp. A canção apresenta uma linha de baixo e riffs de piano, além de um som persistente de alarme de carro. Liricamente, a faixa é sobre a protagonista viver uma paixão, com Minogue exclamando repetidamente "estou apaixonada", seguido por um coro de "woos". Isto é seguido por letras como "Eu sento no escuro com você" e "Parece que eu nunca vi o sol". Segundo Helen Brown do The Daily Telegraph, as letras sobre "respirar fundo" à luz do sol após um tempo na escuridão refletiam a recuperação de Minogue de um câncer de mama descoberto em 2005.

## Análise da crítica

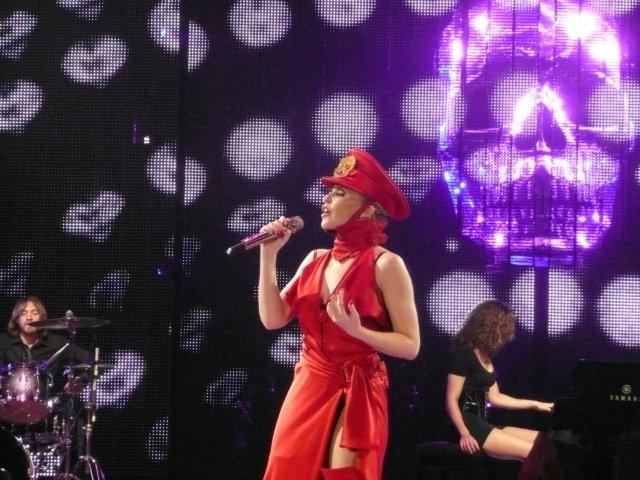
Minogue apresentando "2 Hearts" na turnê KylieX2008

Após o seu lançamento, "2 Hearts" recebeu avaliações mistas dos críticos de música contemporânea. Tom Ewing, do Pitchfork, comparou a canção com a música de Goldfrapp, e escreveu que "é um movimento estilístico inesperado" da artista e que "joga com seus pontos fortes" e notou que não parecia com mais nenhuma música em X. Chris True, da AllMusic, colocou a música como um destaque do álbum.  Evan Sawdey, do PopMatters, foi muito positivo com a canção, dizendo: "Desde que o baixo sensual que configura a faixa de abertura '2 Hearts', é óbvio que ela não só vai voltar para sua personalidade de gatinha sexual, mas vai abraçá-la complementante", e disse que além de ser um dos seus melhores singles em anos, a faixa era um incrível início de álbum. Alex Robertson da Virgin Media comentou que a faixa era um "retorno sofisticado e glamuroso para Kylie", sendo um "pop simples, curto e devastadoramente eficaz". Joan Anderman do The Boston Globe destacou a canção como uma das melhores faixas do álbum, e disse: "'2 Hearts', a faixa principal e glamourosa, é a música mais forte aqui, musicalmente falando, e também a mais moderna, embora a impressionante e arrasadora canção seja uma explosão do passado de Marc Bolan". Dave Hughes, da Slant Magazine, disse que a faixa "começa bem as coisas", e notou que Minogue "não passou muito tempo nessa caixa de areia, mas ela parece ótima nesse ritmo". Mark Sutherland, da Billboard, fez uma crítica positiva, escrevendo: "Você procurará em vão por percepções sobre seus recentes traumas pessoais, mas ainda há muito de coração e alma" na forma de músicas como "2 Hearts", sendo descritas como "seu melhor lote de músicas em algum tempo".
No entanto, a canção também recebeu comentários negativos de críticos musicais. Sarah Walters, do Manchester Evening News, ficou menos impressionada, comentando que "é preciso mais do que um bando de 'whoo's cantáveis para criar um single memorável". Mickey McMonagle do Sunday Mail disse que "esse primeiro single não é tão bom assim. É um aceno para o electro, mas parece datado e irrelevante. Kylie também não soa muito boa — sua voz não funciona nessa música". O revisor da Drowned in Sound, Alex Denney, chamou "2 Hearts" de "decepção", dizendo que a faixa "é uma união genética da burlesca chique que Christina Aguilera vende há 12 meses para um coro mundial de 'meh's, da peça eletro vampiresca de Alison Goldfrapp e, literalmente, '1234' de Feist". Rolling Stone classificou "2 Hearts" no número 94 na sua lista das 100 melhores canções de 2007, embora a canção não tenha sido lançada nos Estados Unidos. A canção também foi classificada no número 40 pela Stylus Magazine na lista das 50 músicas de 2007. Listando as 50 melhores canções da cantora para o Herald Sun, o jornalista Cameron Adams posicionou a faixa no número vinte e três em sua lista, enquanto Helen Brown do The Daily Telegraph listou as 20 melhores canções de Minogue e posicionou "2 Hearts" na décima quinta posição.

## Videoclipe

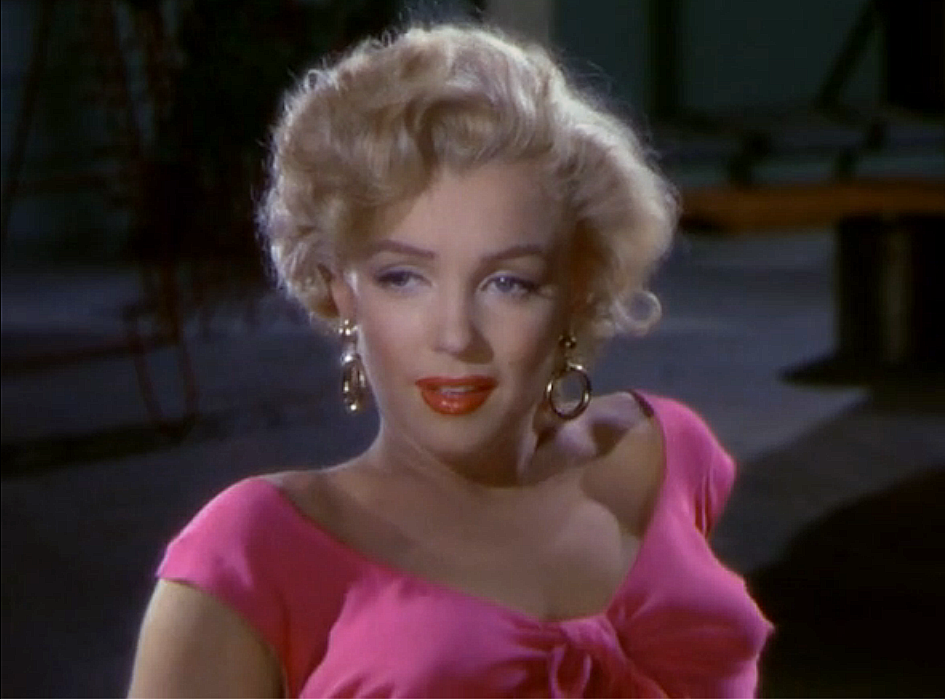
O visual de Minogue no videoclipe foi comparado ao da atriz Marilyn Monroe (imagem)

O videoclipe correspondente para a faixa foi dirigido por Dawn Shadforth e gravado no Shepperton Studios, em Londres, Reino Unido, em 1 de outubro de 2007. Minogue se inspirou na boate BoomBox, um clube de moda no leste de Londres, onde a clientela é incentivada a se vestir de maneira tão escandalosa e camp quanto quiserem. Os trajes usados pela artista e sua banda foram desenhados por Gareth Pugh e Christopher Kane. A cantora pediu conselhos às estrelas do crossdressing Tasty Tim e Princess Julia sobre como tornar o vídeo o "mais extravagante de todos os tempos". O vídeo para a canção estreou no GMTV, em 10 de outubro de 2007, e no website de Minogue no mesmo dia.
O vídeo apresenta Minogue com dois visuais diferentes: um macacão de látex preto, batom vermelho e grandes cabelos loiros encaracolados enquanto canta acompanhada por uma banda, e outra cena em que ela usa um vestido preto, em um ambiente mais escuro, mais misterioso, semelhante a atriz Marilyn Monroe no filme Some Like It Hot (1959), de acordo com Natalie Trombetta do tabloide britânico Daily Mail. O videoclipe começa com a artista cantando em um microfone em cima de um piano, e termina com a cantora e sua banda tocando em um palco com confetes multicoloridos caindo ao seu redor. De acordo com Michael Slezak do Entertainment Weekly, o vídeo "é um caso de baixo orçamento, com Kylie canalizando sua Marilyn interior".

## Apresentações ao vivo

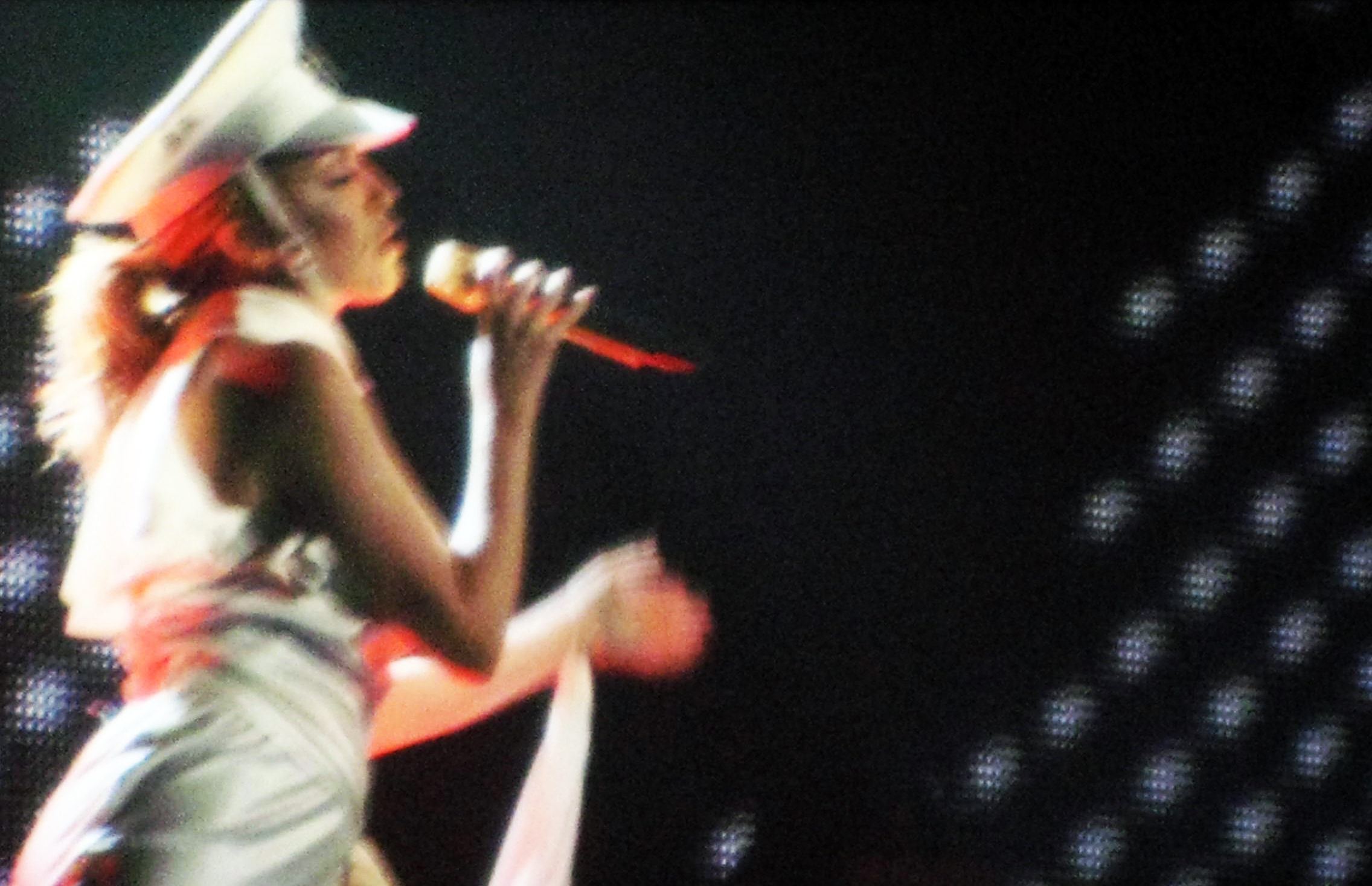
Minogue cantando "2 Hearts" durante a turnê For You, for Me, 2009.

Minogue interpretou "2 Hearts" pela primeira vez no talent show francês Star Academy em 9 de novembro de 2007. Ela também foi interpretada em seu especial The Kylie Show transmitido no dia seguinte pelo canal britânico ITV, e no mesmo dia no programa de televisão italiano Che tempo che fa. Em 16 de novembro, ela foi apresentada mais uma vez no Children in Need, e em 25 de novembro no programa T4. No dia seguinte, Minogue cantou a faixa no programa francês Le Grand Journal. A artista também cantou a canção no Strictly Come Dancing em 1 de dezembro, com os dançarinos profissionais do programa dançando com ela. Em 8 de dezembro, "2 Hearts" foi cantada pela artista no game show alemão Wetten, dass..?. Três dias depois, ela interpretou a faixa no prêmio Nobel da Paz, usando uma saia de couro preta. A canção também foi interpretada no Jools' Annual Hootenanny, apresentado anualmente por Jools Holland em 31 de dezembro, com a cantora usando um vestido justo e saltos dourados.
Minogue incluiu a canção no repertório de sua turnê KylieX2008, turnê que promoveu o álbum X, usando um traje todo vermelho, composto por vestido, botas até o joelho e uma boina policial. A performance foi incluída no álbum de vídeo da turnê. A faixa foi incluída na For You, for Me, sua primeira turnê na América do Norte em 2009, com músicos da banda tocando sax, trompete e trombone transformando-a em um swing de big band, descrita como "atrevida" por Barry Walters da revista Rolling Stone. John Dugan da Time Out descreveu a apresentação como "devastadora". A performance foi incluída no álbum ao vivo da turnê, Live in New York. Em 2014, enquanto promovia o álbum Kiss Me Once, Minogue cantou "2 Hearts" no BBC Maida Vale Studios. Durante a Kiss Me Once Tour, a faixa foi cantada de improviso em 15 de novembro de 2014 em Paris. Em 2018, a canção foi novamente interpretada de improviso durante a Golden Tour em Paris em 9 de novembro, e em Viena em 14 de novembro.

## Uso na mídia esamples
A versão de Kish Mauve foi usada em um anúncio da Dell Inc., enquanto a versão de Minogue foi incluída na trilha sonora da novela das oito da Rede Globo, Duas Caras (2007—08). "2 Hearts" também teve amostras usadas na canção "Song 4 Kylie: …I'm in Love (With a Girl in a Time Machine)", que foi usada no especial de natal da série Doctor Who em 2007.

## Lista de faixas
| EP  |                               |         |  |
| N.º | Título                        | Duração |  |
| 1.  | "2 Hearts"                    | 2:53    |  |
| 2.  | "2 Hearts (Alan Braxe Remix)" | 4:54    |  |
| 3.  | "King or Queen"               | 2:38    |  |
| 4.  | "I Don't Know What It Is"     | 3:17    |  |

## Créditos
Créditos adaptados do encarte de X.
- Kylie Minogue – vocais
- Kish Mauve – produção
- Dave Bascombe – mixagem
- Geoff Pesche – masterização

## Desempenho nas tabelas musicais
No Reino Unido, "2 Hearts" estreou na UK Singles Chart na décima segunda posição, em 10 de novembro de 2007, com base apenas nas vendas em downloads digitais. Ele chegou a uma posição de pico de número quatro, em 17 de novembro de 2007, e manteve-se na tabela por um total de dezesseis semanas. Na tabela UK Singles Downloads Chart, que compila as vendas de downloads digitais, a canção estreou na décima segunda posição, alcançando um pico de número seis na semana seguinte, em 17 de novembro de 2007. No restante da Europa, "2 Hearts" alcançou números moderados. Na Áustria, a faixa alcançou o número quatorze na data de 7 de dezembro de 2007, enquanto na Bélgica, a canção atingiu um pico de número vinte e cinco em ambas as regiões de Flandres e Valônia. Adicionalmente, "2 Hearts" alcançou o número quatorze na Dinamarca, quinze na França, enquanto atingiu o segundo lugar na Itália, e o primeiro na Espanha.
Na Austrália, seu país natal, a canção estreou na primeira posição no ARIA Charts na semana de 25 de novembro de 2007, tornando-se seu primeiro número um desde "Slow" e seu décimo número um na região, permanecendo na parada por treze semanas. No entanto, a canção não foi tão bem sucedida na Nova Zelândia, onde estreou na trigésima quarta posição em 12 de novembro de 2007, até sair da tabela na semana seguinte. Em 3 de dezembro, "2 Hearts" reentrou na trigésima oitava posição, devido às cópias entregues na estreia de seu filme White Diamond: A Personal Portrait of Kylie Minogue. Este foi o seu último single a pontuar na tabela até "Higher" (2010) e "Timebomb" (2012). A canção também não foi bem sucedida no Canadá, alcançando a sexagésima posição durante sua única semana na tabela.

### Tabelas semanais
| Tabela musical (2007)                          | Melhor posição |
| ---------------------------------------------- | -------------- |
| O campo songid é OBRIGATÓRIO PARA PARADA ALEMÃ | 13             |
| Austrália (ARIA Charts)                        | 1              |
| Áustria (Ö3 Austria Top 40)                    | 14             |
| Bélgica (Ultratop de Flandres)                 | 25             |
| Bélgica (Ultratop de Valônia)                  | 25             |
| Canadá (Canadian Hot 100)                      | 60             |
| Dinamarca (Hitlisten)                          | 14             |
| Eslováquia (Rádio Top 100)                     | 7              |
| Espanha (PROMUSICAE)                           | 1              |
| França (Hitlisten)                             | 15             |
| Hungria (Rádiós Top 40)                        | 26             |
| Irlanda (IRMA)                                 | 12             |
| Itália (FIMI)                                  | 2              |
| Países Baixos (Single Top 100)                 | 29             |
| Noruega (VG-lista)                             | 6              |
| Nova Zelândia (Recorded Music NZ)              | 34             |
| Reino Unido (UK Singles Chart)                 | 4              |
| Reino Unido (UK Download Chart)                | 6              |
| República Checa (Rádio Top 100)                | 17             |
| Suécia (Sverigetopplistan)                     | 3              |
| Suíça (Schweizer Hitparade)                    | 10             |
| Ucrânia (FDR)                                  | 1              |

| Tabela musical (2007)          | Posição |
| ------------------------------ | ------- |
| Austrália (ARIA Charts)        | 81      |
| Itália (FIMI)                  | 31      |
| Reino Unido (UK Singles Chart) | 77      |

## Histórico de lançamento
| Região      | Data                   | Formato                                   | Gravadora  | Ref.                       |
| ----------- | ---------------------- | ----------------------------------------- | ---------- | -------------------------- |
| Mundo       | 5 de novembro de 2007  | Download digital                          | EMI        | [ 2 ]                      |
| Alemanha    | 9 de novembro de 2007  | CD single CD maxi single download digital | EMI        | [ 85 ] [ 86 ] [ 87 ]       |
| Reino Unido | 12 de novembro de 2007 | CD single CD maxi 12" vinil               | Parlophone | [ 88 ] [ 89 ] [ 90 ] [ 5 ] |